# 棱荚蝶豆
棱荚蝶豆（学名：Clitoria laurifolia）为豆科蝶豆属下的一个种。